# Poskocz krasny
Poskocz krasny (Eresus kollari) – pająk z rodziny poskoczowatych (Eresidae), dosyć pospolity w Europie południowej, w Polsce rzadki.
W przeszłości Eresus kollari, Eresus sandaliatus i Eresus moravicus błędnie były klasyfikowane jako jeden gatunek Eresus cinnaberinus lub Eresus niger.

## Morfologia
Poskocz krasny osiąga długość 1 cm. Występuje wyraźny dymorfizm płciowy. Samce mają jaskrawoczerwony, czarno nakrapiany, owłosiony odwłok, paskowane odnóża i czarny głowotułów. Samice są brązowoszare.

## Tryb życia
Poskocz krasny żyje na terenach nasłonecznionych. Samice całe życie spędzają w podziemnych norach, samce wychodzą na powierzchnię.

## Ochrona
W Polsce objęty jest częściową ochroną gatunkową.